# Scuderia de Tomaso
Scuderia de Tomaso – były wyścigowy zespół, konstruktor i dostawca silników. Samochody de Tomaso wystartowały w 10 wyścigach Formuły 1.

## Historia
W 1959 roku mieszkający we Włoszech Argentyńczyk Alejandro de Tomaso zakończył karierę wyścigową i założył firmę de Tomaso Automobili.
Początkowo firma koncentrowała się na budowaniu samochodów Formuły Junior i Formuły 2 w swojej siedzibie w Modenie. W latach 60. firma wybudowała kilka samochodów, które były niekonkurencyjne w jakiejkolwiek formule. W sezonach 1961–1963 de Tomaso – głównie z modelem F1 – próbowało bez powodzenia rywalizować w Formule 1.
W 1969 de Tomaso zlecił Gianpaolo Dallarze zaprojektowanie samochodu w specyfikacji Formuły 2. Model ten stanowił podstawę dla 505/38, z którego w sezonie 1970 miał okazję korzystać zespół Frank Williams Racing Cars. W Grand Prix Holandii zginął kierowca zespołu, Piers Courage.
Po śmierci Courage'a firma opuściła Formułę 1 i skupiła się na produkcji egzotycznych samochodów napędzanych silnikami Ford. Ostatecznie firma została połączona z Maserati

## Wyniki w Formule 1
| Legenda oznaczeń w tabelach wyników Wyświetl szablon na nowej stronie | Legenda oznaczeń w tabelach wyników Wyświetl szablon na nowej stronie                                                                     |
| Oznaczenie                                                            | Wyjaśnienie |
| --------------------------------------------------------------------- | --- |
| Złoty                                                                 | Zwycięzca lub mistrzostwo |
| Srebrny                                                               | 2. miejsce lub wicemistrzostwo |
| Brązowy                                                               | 3. miejsce lub II wicemistrzostwo |
| Zielony                                                               | Ukończył, punktował (w klasyfikacji generalnej, gdy zdobył co najmniej jeden punkt na przestrzeni sezonu, poza trzema powyższymi opcjami) |
| Niebieski                                                             | Ukończył, nie punktował (w klasyfikacji generalnej, gdy nie zdobył co najmniej jednego punktu na przestrzeni sezonu)                      |
| Czerwony                                                              | Nie zakwalifikował się (NZ) |
| Czerwony                                                              | Nie prekwalifikował się (NPK) |
| Różowy                                                                | Nie ukończył (NU) |
| Różowy                                                                | Niesklasyfikowany (NS) (w klasyfikacji generalnej, gdy nie został sklasyfikowany w żadnym wyścigu sezonu)                                 |
| Czarny                                                                | Zdyskwalifikowany (DK) |
| Czarny                                                                | Wykluczony (WYK/EX) |
| Biały                                                                 | Nie wystartował (NW) |
| Biały                                                                 | Kontuzjowany (K/INJ) |
| Biały                                                                 | Wyścig odwołany (OD/C) |
| Bez koloru                                                            | Został wycofany (WYC/WD) |
| Bez koloru                                                            | Nie przybył (NP/DNA) |
| Bez koloru                                                            | Nie brał udziału w treningach (NT/DNP) |
| Bez koloru                                                            | Nie został zgłoszony (–) |
| Pogrubienie                                                           | Start z pole position |
| Kursywa                                                               | Najszybsze okrążenie wyścigu |
| †                                                                     | Nie ukończył, ale jego rezultat został zaliczony ze względu na przejechanie więcej niż 90% dystansu wyścigu.                              |
| *                                                                     | Sezon w trakcie |
| 1/2/3                                                                 | Punktowana pozycja w sprincie kwalifikacyjnym                                                                                             |
| Lista systemów punktacji Formuły 1                                    | |

| Sezon | Zespół                     | Samochód | Silnik        | Opony | Kierowcy           | 1   | 2   | 3   | 4   | 5   | 6   | 7   | 8   | 9   | 10  | 11  | 12  | 13  | Pkt. | Msc. |
| ----- | -------------------------- | -------- | ------------- | ----- | ------------------ | --- | --- | --- | --- | --- | --- | --- | --- | --- | --- | --- | --- | --- | ---- | ---- |
| 1961  |                            |          |               |       |                    | MCO | NLD | BEL | FRA | GBR | DEU | ITA | USA |     |     |     |     |     | 0    | NS   |
| 1961  | Scuderia Serenissima       | F1       | O.S.C.A. R4   | D     | Giorgio Scarlatti  |     |     |     | NU  |     |     |     |     |     |     |     |     |     | 0    | NS   |
| 1961  | Scuderia Serenissima       | F1       | Alfa Romeo R4 | D     | Nino Vaccarella    |     |     |     |     |     |     | NU  |     |     |     |     |     |     | 0    | NS   |
| 1961  | Scuderia Settecolli        | F1       | O.S.C.A. R4   | D     | Roberto Lippi      |     |     |     |     |     |     | NU  |     |     |     |     |     |     | 0    | NS   |
| 1961  | Isobele de Tomaso          | F1       | Alfa Romeo R4 | D     | Roberto Bussinello |     |     |     |     |     |     | NU  |     |     |     |     |     |     | 0    | NS   |
| 1962  |                            |          |               |       |                    | NLD | MCO | BEL | FRA | GBR | DEU | ITA | USA | ZAF |     |     |     |     | 0    | NS   |
| 1962  | Scuderia Settecolli        | F1       | O.S.C.A. R4   | D     | Roberto Lippi      |     |     |     |     |     |     | NZ  |     |     |     |     |     |     | 0    | NS   |
| 1962  | Scuderia de Tomaso         | 801      | De Tomaso B8  | D     | Nasif Estéfano     |     |     |     |     |     |     | NZ  |     |     |     |     |     |     | 0    | NS   |
| 1963  |                            |          |               |       |                    | MCO | BEL | NLD | FRA | GBR | DEU | ITA | USA | MEX | ZAF |     |     |     | 0    | NS   |
| 1963  | Scuderia Settecolli        | F1       | Ferrari V6    | D     | Roberto Lippi      |     |     |     |     |     |     | NZ  |     |     |     |     |     |     | 0    | NS   |
| 1970  | Frank Williams Racing Cars | 505/38   | Ford V8       | D     |                    | ZAF | ESP | MCO | BEL | NLD | FRA | GBR | DEU | AUT | ITA | CND | USA | MEX | 0    | NS   |
| 1970  | Frank Williams Racing Cars | 505/38   | Ford V8       | D     | Piers Courage      | NU  | NW  | NS  | NU  | NU  |     |     |     |     |     |     |     |     | 0    | NS   |
| 1970  | Frank Williams Racing Cars | 505/38   | Ford V8       | D     | Brian Redman       |     |     |     |     |     |     | NW  | NZ  |     |     |     |     |     | 0    | NS   |
| 1970  | Frank Williams Racing Cars | 505/38   | Ford V8       | D     | Tim Schenken       |     |     |     |     |     |     |     |     | NU  | NU  | NS  | NU  |     | 0    | NS   |